# Africa West Airlines
Africa West Airlines war eine Frachtfluggesellschaft aus Togo  mit Sitz in Lomé und Basis auf dem Flughafen Lomé.

## Geschichte
Africa West Airlines wurde 1997 gegründet.

## Flotte
Die Flotte der Africa West Airlines bestand aus einer Douglas DC-9-30.